# Simeon Polotskij

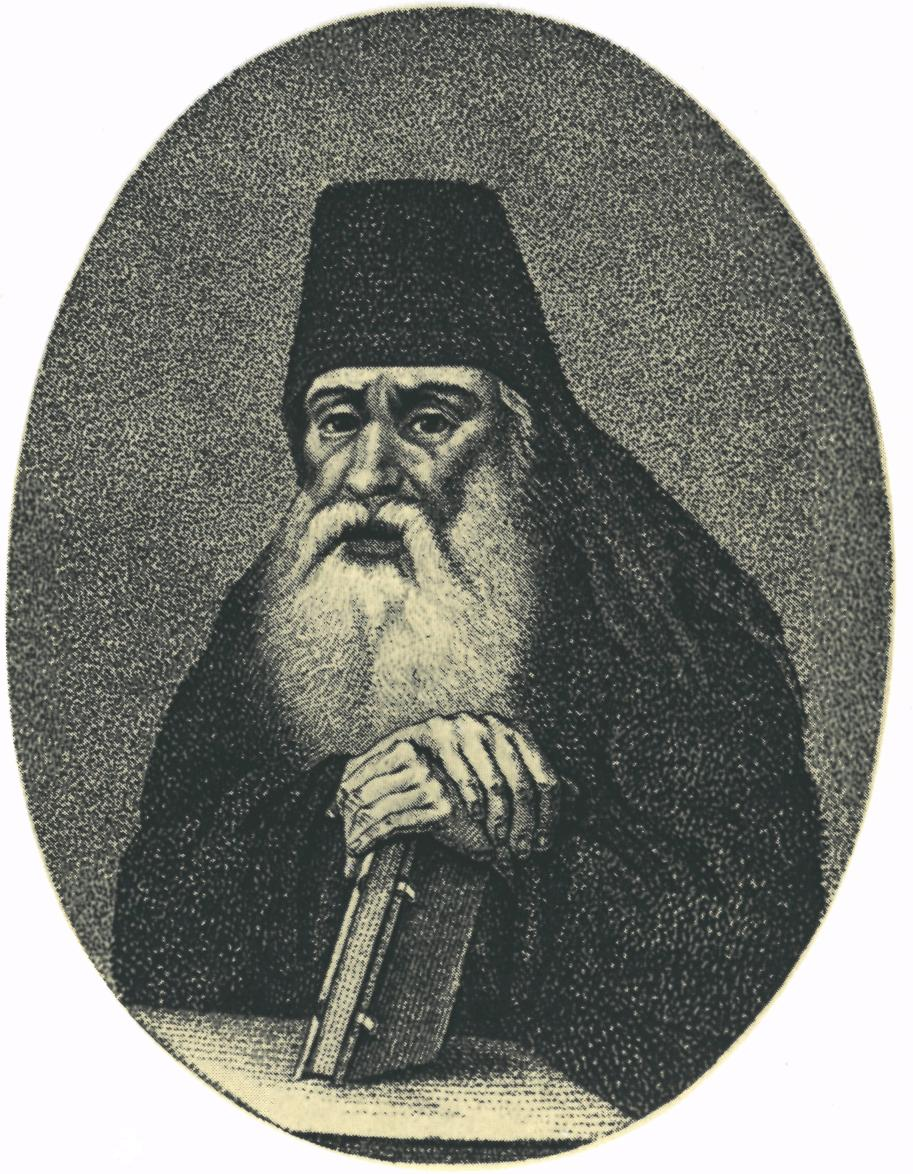
Simeon Polotskij.

Simeon Polotskij (ryska: Симеон Полоцкий), född 12 december 1629 i Polotsk, död 25 augusti 1680 i Moskva, var en rysk kyrkolärare.
Polotskij studerade vid kollegiet i Kiev, blev munk i Polotsk, där han 1606 till tsar Aleksej Michajlovitj egenhändigt fick överlämna en skrift. År 1664 flyttade han till Moskva och blev religionslärare i Spasska klosterskolan. År 1667 utgav han sitt dogmatiska arbete Žezl pravlenija, hållet i den skolastisk-retoriska stilen. Samma år utsågs han till lärare för tsarens barn och författade för deras räkning en versifierad läsebok Vertograd mnogotsvjetnyj samt ett par andra uppbyggelseskrifter. 
Sitt teologiska vetande sammanfattade Polotskij i Vjenets vjery katolitjeskija. Hans predikningar utgavs efter hans död, Objed dusjevnyj och Vetjerja dusjevnaja (Andliga middags- och aftonmål, 1681–83). Han författade också knaggliga verser, samlade i "Rithmologion", en versifierad omarbetning av Psaltaren (1680) samt två skoldramer med bibliska ämnen, Komedija o Navuchvodonosorě tsarě, o talě zlatě i o triech otrotsěch v pešči ne sožžennych och Komedija pritči o Bludnom syně (om den förlorade sonen). Efter hans död utgavs hans Testament Vasilija tsarja grečeskago synu svoemu Lvu Filosofu och Istorija o Žitii Varlaama i Ioasafa.